# 菜穗子
《菜穗子》（日语：菜穂子(なおこ)）是由日本小說家堀辰雄所創作，且為個人生平中最後一個發表的長篇小說。
作品最初在1934年於雜誌《文藝春秋》上是以《物語之女》的名稱刊載，隨後堀辰雄有於該作品的結尾處有了新的靈感，於1941年後的《中央公論》雜誌上發表了接續的新章節「菜穗子」。而前後兩章節合併的單冊書籍亦在同年由創元社所推出。

## 內容
此小說故事分為「榆之家」及「菜穗子」兩大章節，在「榆之家」中描述著名叫三村菜穗子的女性在與上班族黑川圭介結婚後，讀著由母親三村夫人所寫的手記，內容為三村夫人回憶著先前曾有過好感，但最後沒交往在一起的男性作家森於菟彥。隨後菜穗子在母親死後將先前的手記埋在一棵榆樹下，並感覺自己內心受到母親的手記所影響。
在第二段「菜穗子」則提及菜穗子在婚後過著不愉快的生活，而某日菜穗子在銀座一帶路上遇見兒時的玩伴都築明，但發現自己與都築明的之間關係變得疏遠。隨後菜穗子因肺病咳血，而從東京前往至八岳的肺結核療養院接受靜養。在靜養的過程中菜穗子開始思索，並慢慢有了些新的想法。

## 作品背景
《菜穗子》中登場的角色，有許多為作者堀辰雄將結識的友人投射於其中。如故事中年輕死去的作家森於菟彦角色靈感來自於早逝的作家朋友芥川龍之介，三村夫人則是有與芥川龍之介經歷過一段柏拉圖式愛情的片山廣子，而都築明則是以堀辰雄自身性格，與同樣早逝的作家弟子立原道造所創造的人物。
作品採用了長野縣信州一帶為舞台，此亦為堀辰雄生前因肺病療養的地點。

## 作品榮譽
- 1942年第一屆中央公論新社中央公論獎[5]

## 改編與引用
- 1961年4月23日朝日電視台推出由此小說改編的電視劇，劇中主要演員包含岩崎加根子、岡田英次等人。[6]
- 2013年吉卜力工作室發表的動畫《風起》裡「菜穗子」被引用為劇中女主角的名字，[7]而原作小說中菜穗子身材矮小的丈夫「黑川」也引用為劇中一名矮個子飛機設計師的名字。[7]

## 外部連結
- 新潮社的《菜穗子》小說介紹頁面